# Pasiak (tkanina)

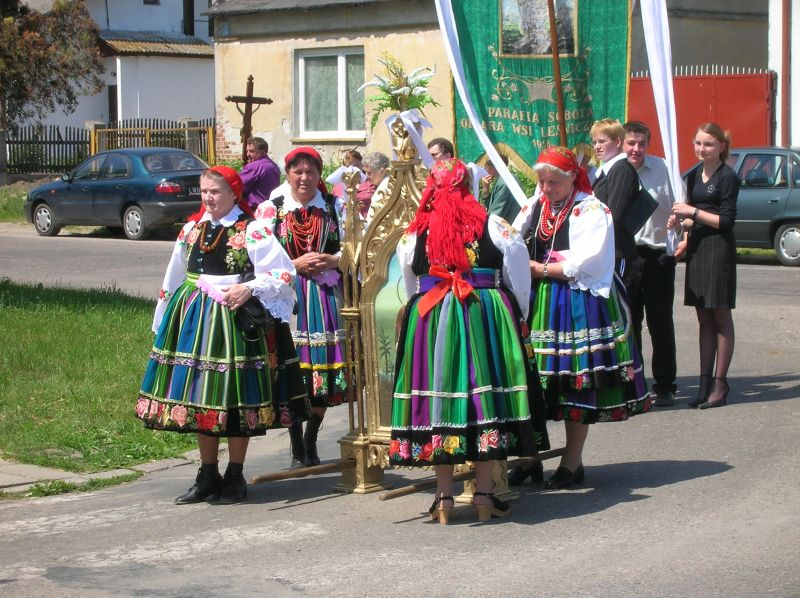
Kobiety w spódnicach z pasiaka

Pasiak – tkanina o poprzecznym pasowym ornamencie, najczęściej wielobarwna.
Powszechna w polskich strojach ludowych, wyrabia się z niej zapaski i spódnice. Stosowana również na narzuty. Najstarsze pasiaki są odnajdowane w znaleziskach archeologicznych już z X-XII wieku, co świadczy o trwałości zasad estetycznych w polskim rękodziele ludowym. Być może kobietę w pasiaku przedstawia postać wyryta na urnie kultury łużyckiej odnalezionej w Treście.
W sztuce ludowej pasiaki występują głównie na Mazowszu, Podlasiu, Śląsku i w Wielkopolsce. Dawne pasiaki posiadały przeważnie wąskie prążki (zwane również brążkami) i miały małą liczbę barw (przeważnie czarną i czerwoną). Wraz z rozkwitem sztuki ludowej w drugiej połowie XIX wieku i wprowadzeniem farb fabrycznych doszło do zwiększenia liczby barw. Najbardziej żywe barwy pojawiają się w pasiakach łowickich, sieradzkich i opoczyńskich, pastelowe barwy dominują w pasiakach na terenie Podlasia i u Kurpiów. Z nawet kilkunastu barw skomponowane są pasiaki w regionie rawsko-opoczyńskim, w okolicach Kielc są czerwono-czarne lub biało-czarne. Kurpiowskie charakteryzują drobne paski.
Oprócz użycia w stroju ludowym stosowany na narzuty, makaty, bieżniki, poduszki i obicia mebli.